# Макронисос (Беотия)
Макронисос (греч. Μακρόνησος ή Δίπορτα, Δίπορτο) — необитаемый остров в Греции, у входа в залив Алкионидес в восточной части Коринфского залива Ионического моря, к востоку от мыса Трахилос (Тамбурло) и островов Фоньяс (Φονιάς) и Громболура (Γκρομπολούρα). Закрывает с юга бухту Домврена. Административно относится к общине Фивы в периферийной единице Беотия в периферии Центральная Греция.